# Comté de Serpentine-Jarrahdale
Le Comté de Serpentine-Jarrahdale  est une zone d'administration locale dans le sud-ouest de l'Australie-Occidentale en Australie  au sud-est de l'agglomération de Perth. 
Le comté est divisé en un certain nombre de localités:
- Byford
- Cardup
- Darling Downs
- Hopeland
- Jarrahdale
- Karrakup
- Keysbrook
- Mardella
- Mundijong
- Oakford
- Oldbury
- Serpentine (en)
- Whitby

Le comté a 10 conseillers et est partagé en 4 circonscriptions:
- Central (3 conseillers)
- Byford (3 conseillers)
- North West (2 conseillers)
- South (2 conseillers).